# Paropsis deboeri
Paropsis deboeri es una especie de insecto coleóptero de la familia Chrysomelidae, descrita en 1983 por Selman.